# 姚渡镇 (青川县)
姚渡镇，是中华人民共和国四川省广元市青川县下辖的一个乡镇级行政单位。

## 行政区划
姚渡镇下辖以下地区：
场镇社区、市坪村、王家村、青元村、平原村、阳山村、柳田村和新元村。